# Герасименко, Марина Константиновна
Марина Константиновна Герасименко (укр. Марина Костянтинівна Герасименко, 19 апреля 1941, Киев — 24 ноября 2003, Киев) — советская украинская актриса. Народная артистка УССР (1985).

## Биография
Родилась 19 апреля 1941 в Киеве в семье Костя Герасименко.
В 1964 году окончила Киевский театральный институт. С тех пор работала в Киевском украинском драматическом театре имени Ивана Франко. Наиболее яркие её роли — Анна («Украденное счастье» Франко), Юнона («Энеида» по Котляревскому), Ванина («Житейское море» Карпенко-Карого), Зинка («Две семьи» Кропивницкого), Исмена («Антигона» Софокла) и Елена Карповна («Грех» Винниченко).
Умерла 24 ноября 2003 года. Похоронена на Байковом кладбище (участок № 49а). Рядом с ней похоронен её муж — актёр Степан Олексенко.

## Награды
- Народная артистка УССР (1985).
- Почётная грамота Кабинета министров Украины (2000)[1].